# Перевёрнутая географическая карта

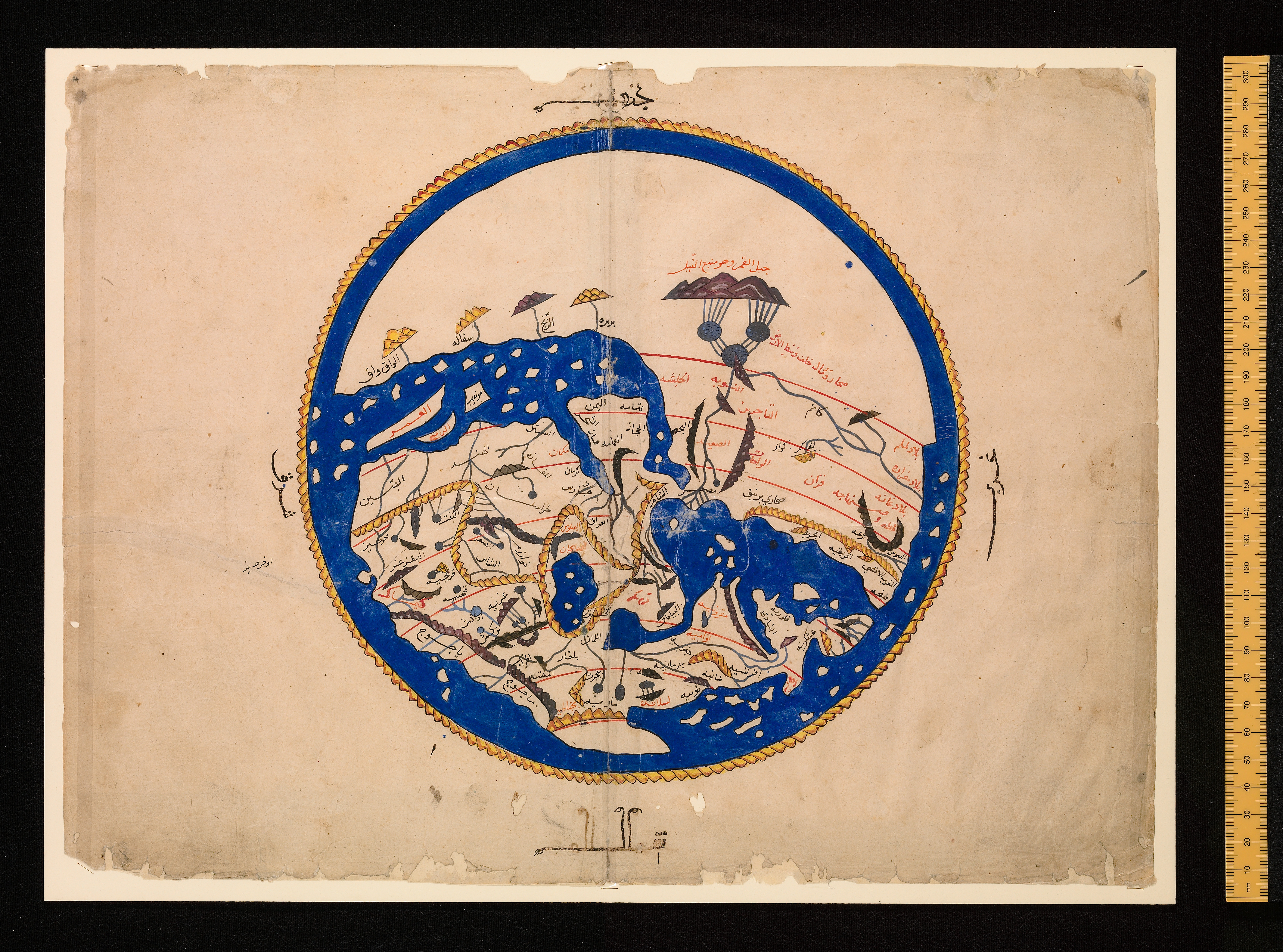
Карта Аль-Идриси (1154). Вверху расположен юг.

Перевёрнутая географическая карта или Карта с югом наверху, а с севером внизу — карта мира, которая показывает Австралию и Новую Зеландию в верхней части карты, а не внизу, как это обычно принято в современной картографии. Индонезия помещена в центр, в то время как Европа и Америка помещены по сторонам карты, хотя существуют перевёрнутые карты, у которых центр находится на Гринвичском меридиане.
Перевёрнутые карты также используются как инструменты для обучения критическому мышлению.

## Историческая ориентация географических карт
Положение север вверху большинства современных карт произвольно: действительно, имеется много карт с ненормативной с современной точки зрения ориентацией, в частности, многие средневековые карты, полярные карты, карты в проекции Димаксион и другие. Более того, слово «ориентация» происходит от лат. oriēns — «восходящий», «восток», так как многие старинные карты ориентировались на восток, на солнечный восход. Такими, например, являются карты типа Т-О.
Соглашение, принятое на большинстве современных карт, о том, что север находится вверху, а восток, соответственно, справа, было установлено астрономом Птолемеем и было широко принято другими картографами европейской традиции.

## Почему на карте север сверху?
При составлении карты необходимо иметь некое фиксированное направление, чтобы связать с ним систему отсчёта. Такое направление обязательно должно быть ассоциировано с неким неподвижным объектом. Однако на Земле всё двигается и перемещается, поэтому этот объект надо искать среди звёзд на небе. Единственной почти неподвижной звездой, наблюдаемой в северном полушарии, является Полярная звезда, так как она в наше время указывает на Северный полюс мира. При рисовании карты человек для удобства располагает её ниже своей головы, и когда он становится так, чтобы видеть Полярную звезду прямо перед собой, верх карты автоматически указывает на север. Поэтому многие картографы северного полушария ориентировали карты так, что сверху получался север. Существует версия, что греки и римляне так рисовали карты, потому что для них на севере находились горы, а на юге — пологие берега и море.
По аналогии с традицией, возникшей в северном полушарии, в государствах южного полушария карты иногда ориентируют югом кверху. Однако такие карты иногда встречаются и в странах северного полушария. Например, такую ориентацию имеет карта Швейцарии 1939 г. издания, которая выложена в сеть в коллекции исторических карт Дэвида Рамзи.

## Средневековые русские карты
В допетровские времена все карты, издаваемые, например, в Новгородской республике, в Московском государстве XV—XVII были югоориентиированными: на них юг был сверху, север — снизу. Таким был, в частности, Большой Чертёж, выпущенный в 1556 г.

Перевёрнутые древние карты
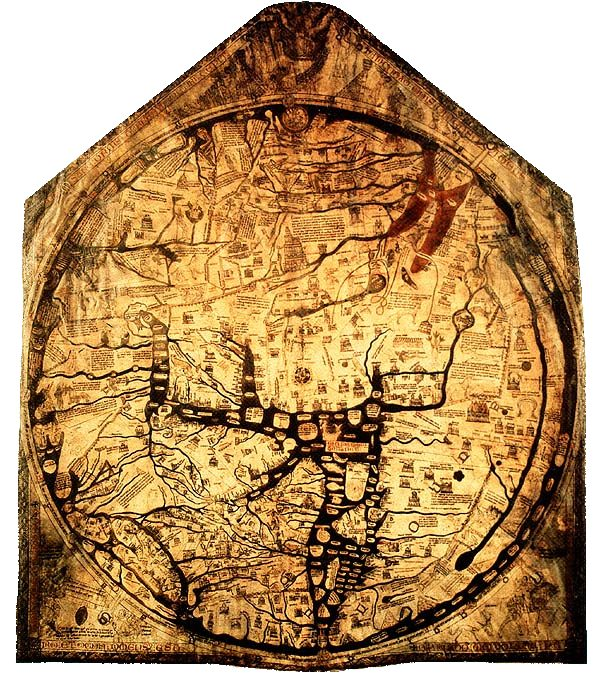
Херефордская карта в виде круга (1276). Вверху расположен восток. В центре карты Иерусалим.
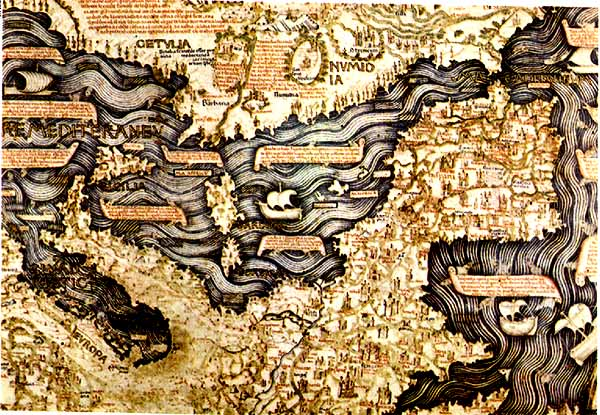
Фрагмент средневековой карты фра Мауро (1459). Вверху расположен юг.
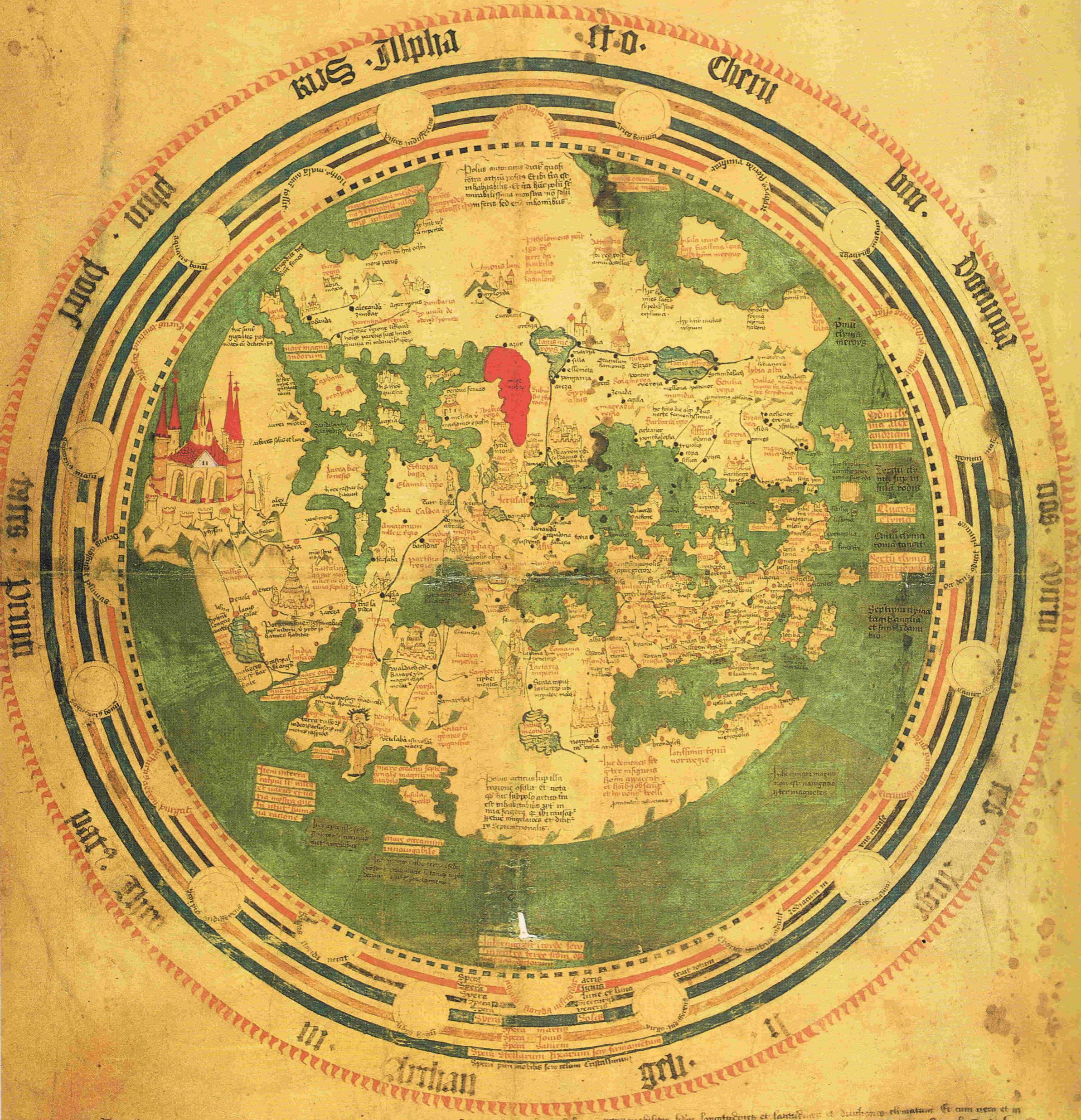
«Планисфера» Андреаса Вальспергера (1448). Вверху расположен юг.